# Sankt Radegund bei Graz
Sankt Radegund bei Graz är en ort och kommun i Österrike. Den ligger i distriktet Graz-Umgebung i förbundslandet Steiermark,  130 km sydväst om huvudstaden Wien. 
Kommunen består av sju orter (Ortschaften) (inom parentes invånarantal 1 januari 2024):

- Diepoltsberg (248)
- Ebersdorf (169)
- Kickenheim (110)
- Rinnegg (525)
- Sankt Radegund bei Graz (816)
- Schöckl (120)
- Willersdorf (179)